# Neya
De Neya (寝屋川, Neyagawa) is een rivier van 25 km lengte in Japan, gelegen in de prefectuur Osaka. De rivier wordt door de Japanse wet geclassificeerd als een rivier van eerste klasse. De rivier stroomt vanuit het Ikomagebergte en mondt uit in de Kyu-Yodo.

## Stroomgebied
- prefectuur  Osaka
  - Katano
  - Neyagawa
  - Kadoma
  - Daitō

- Stad Osaka
  - Tsurumi-ku
  - Joto-ku
  - Chuo-ku
  - Miyakoshima-ku